# La Castiglione (film, 1954)
Pour les autres significations, voir La Castiglione.
Pour plus de détails, voir Fiche technique et Distribution.
La Castiglione (La contessa di Castiglione) est un film franco-italien réalisé par Georges Combret, sorti en 1954.

## Synopsis
La belle noble Virginia Oldoini, épouse du comte Francesco di Castiglione, part en lune de miel à Paris, où elle impressionne l'empereur français Napoléon III. Son oncle Camillo Benso, comte de Cavour ainsi que Premier ministre du Piémont, utilise alors sa nièce pour influencer les décisions de Napoléon III à la veille de la deuxième guerre d'indépendance.
La belle comtesse profite également de la situation pour favoriser son cousin Lucio Falengo, qu'elle aime secrètement, qui fomente en secret un attentat contre l'empereur.

## Fiche technique
- Titre : La Castiglione
- Titre original : La contessa di Castiglione
- Réalisation : Georges Combret, assisté de Claude Boissol
- Scénario : Claude Boissol, Georges Combret, Leonardo Magagnini et Pierre Maudru
- Société de production : Taurus Film et Radius Productions
- Musique : Paul Durand
- Photographie : Pierre Petit
- Montage : Germaine Fouquet
- Costumes : Georges Annenkov, Paulette Coquatrix et Christiane Coste
- Pays d'origine :  France -  Italie
- Format : Couleur (Eastmancolor) - Mono
- Genre : Film historique
- Durée : 89 minutes
- Date de sortie : 27 septembre 1954

## Distribution
- Yvonne De Carlo : La Castiglione/Virginia Oldoini
- Georges Marchal : Lucio Falengo
- Paul Meurisse : Napoléon III
- Rossano Brazzi : Comte de Cavour
- Lucienne Legrand : L'impératrice Eugénie
- Lea Padovani : Princesse Mathilde Bonaparte
- Georges Lannes : Mocquart
- Michel Etcheverry : Pietri
- Tamara Lees : La princesse de Metternich
- Claude Boissol : Nigra
- Lisette Lebon : Luisa
- Gil Delamare : Un conjuré
- Guy Cosson : Gino
- Pierre Flourens : M. de Nieuwerkerke
- Charles Bouillaud : Un indicateur
- Franck Estange : Pieri
- Robert Porte : Pablo
- Jo Dest : Léopold, Le grand-duc de Toscane
- Sylvain : Un inspecteur
- Charles Lemontier : Le directeur de l'Opéra
- Alberto Bonucci : Castiglione
- Roldano Lupi : Orsini
- Pierre Moncorbier : Un dignitaire
- Christian Lude : Oldoïni